# Hebbar
Les Hebbar Iyengar, un groupe précédemment endogame, constitue une partie de la sous-caste Iyengar des Brahmanes tamouls qui résident au Karnataka. Pratiquement tous les Hebbar Iyengar appartiennent à la sous-secte des Vadagalai. Ils suivent traditionnellement l'enseignement de la philosophie Vishishtadvaita de Desika. Ils sont principalement de Hassan, Mysore, Tumkur, Bangalore et autres lieux environnants au sud du Karnataka. L'étymologie de Hebbar, en kannada, se compose de hebbu/hiridhu (qui signifie « grand » et de haaruva (qui signifie Brahmane).
Le dialect caractéristique des Hebbar Iyengar s'appelle le tamoul hebbar, et est un mélange de kannada et de tamoul archaïque, avec une faible influence du sanskrit.